# Estadi de Son Moix
Das Estadi de Son Moix (spanisch Estadio de Son Moix, durch Sponsorenvertrag offiziell Estadi Mallorca Son Moix) ist ein im Umbau befindliches Fußballstadion mit Leichtathletikanlage in der spanischen Stadt Palma auf Mallorca, Balearische Inseln. 

## Geschichte
Seit der Erbauung 1999 ist es die Heimat des spanischen Fußballvereins RCD Mallorca. Zuvor spielte der RCD im Estadio Lluis Sitjar, das bis 2007 von der B-Mannschaft genutzt wurde und seitdem brach liegt. Das Stadion fasst maximal 23.142 Zuschauer auf den Sitzplätzen.
Im August 2010 wurde die Hotel-Gruppe Iberostar bis 2013 Namenssponsor an der Spielstätte des RCD Mallorca. Dieser Vertrag war im Anschluss zunächst bis Sommer 2017 verlängert worden, in den weiteren Verhandlungen ließ Iberostar sich allerdings nicht auf die deutlich erhöhten Forderungen des Vereins ein, daher hieß das Stadion ab Sommer 2017 Estadi de Son Moix.
Ab Juni 2020 trug das Stadion den Namen Visit Mallorca Estadi, um den Tourismus auf der Insel in der COVID-19-Pandemie zu unterstützen. Die Vereinbarung lief zunächst bis zum Ende der Saison 2021/22. Am 10. August 2022 wurde der Vertrag bis zum Ende der Saison 2022/23 verlängert. Rund eine Woche später wurde der Vertrag aufgrund von Bedenken hinsichtlich einer übermäßigen Werbung für die Insel als Touristenziel zurückgestellt. Während der Stadtrat von Palma seinen Anteil an dem 1,5 Mio. Euro der Vereinbarung leisten werde, wurde der Markenname des Tourismusverbands nach dem Widerstand einer der drei beteiligten Parteien fallen gelassen. Més per Mallorca drohte mit dem Bruch der Koalition mit der PSOE und der Podemos, falls der Name nicht geändert werde. Més per Mallorca ist besorgt über die Besucherzahlen der Insel und fürchtet ein weiteres Wachstum. Es soll ein neuer Name gefunden werden, der die „sozialen und sportlichen Werte, die Mallorca repräsentiert“, zum Ausdruck bringt.
Im April 2022 stimmte der RCD Mallorca dem Umbau des Stadions zu. Die wichtigsten und größten Veränderungen sind die Entfernung der Leichtathletikanlage, die für die Sommer-Universiade 1999 installiert wurde, und die Überdachung der Gegentribüne. Ohne die Kunststoffbahn wird aus dem ovalen Innenraum ein Rechteck. Zuvor genehmigte die Stadt Palma die Umbauten. Mit der Sanierung wurde der Stadionmietvertrag zwischen Stadt und dem Fußballclub langfristig erweitert. Zum Einzug unterzeichnete der RCD 1999 einen Pachtvertrag über 25 Jahre. Der neue Vertrag läuft von 2024 über 40 Jahre bis in das Jahr 2064. Die erste Phase der Renovierung mit dem Rückbau der Leichtathletikbahn begann nach der Saison 2021/22 und soll vor der Saison 2022/23 abgeschlossen werden. Die Tribünen werden nach Abschluss nur noch etwa acht Meter vom Spielfeldrand entfernt sein. Mit der Bahn sind es stellenweise bis zu vierzig Meter. Über die Gegentribüne Sol soll, wie über der Haupttribüne, ein Dach errichtet werden. Die insgesamt drei Umbauphasen sollen bis 2024 andauern, dann werden alle Zuschauerränge überdacht sein.
Anfang Dezember 2022 einigten sich das Consell de Mallorca mit dem Fußballclub auf einen neuen Sponsorenvertrag für die Saison 2022/23. Der Vertrag bringt dem RCD maximal 1,815 Mio. Euro. Das Stadion heißt zukünftig Estadi Mallorca Son Moix.